# Водна криза
Водна криза е ситуация на недостатъчни и труднодостъпни водни ресурси за ежедневните човешки потребности в даден регион.
Такава ситуация може да възникне в отделно селище, част от страна, цяла държава или регион от няколко държави. В някои доклади на ООН се говори дори за световна водна криза.

## В България
Към септември 2008 населените места в България с воден режим са 376, като в тях живеят 285 584 души или 3,68 на сто от населението на страната.
През ноември 2019 г. воден режим е обявен в град Перник заради критично ниското ниво на яз. „Студена“. Перничани имат достъп до вода едва 11 часа дневно. В началото на декември 2019, обаче, водната криза става още по-тежка, като хората вече имат вода само 8 часа дневно.